# 亞洲心動娛樂
亞洲心動娛樂（英語：Asia Momentum Media Limited），是香港一間營運自選影像的公司，由亞洲電視控股（前稱「協盛協豐」）於接手亞洲電視有限公司股權後2019年成立，以「亞洲心動娛樂AMM」品牌提供網絡電視服務。
2022年9月7日，高等法院日就亞洲電視數碼媒體有限公司清盤發出清盤令，亞洲電視控股發聲明重申該公司只是集團其中一家營運的子公司，「亞洲電視有限公司」仍然存在，並強調「亞洲心動娛樂」（亞洲電視數碼媒體前身）等子公司都會繼續為大家提供不同類型的節目及內容。

## 主要股東
- 主席
  - 賴彩雲

- 副總裁
  - 林文龍（2020年1月- 2024年[5]）

## 相關
- 亞洲電視
- 亞洲電視歷史
- 協盛協豐（亞洲電視控股）
- 亞洲電視騰訊音樂流行榜
- 亞洲電視數碼媒體

## 外部連結
- YouTube上的亞洲心動娛樂頻道
- AMM 亞洲心動娛樂Hong Kong的Facebook專頁
- 亞洲心動娛樂的Instagram帳戶